# 일본 내각

관례상 ‘오칠동화문(五七桐花紋)’은 일본의 총리 및 내각의 문장으로 여겨진다.

내각(內閣)은 일본의 행정을 담당하는 기관이다. 내각법 제2조에 의거하여 내각총리대신과 14명 이내의 국무대신(특별히 필요가 있다고 인정될 때는 17명 이내)으로 구성된다.

## 역사
1885년 12월 22일에 이토 히로부미가 ‘내각관제’에 근거하여 초대 내각총리대신으로 조직한 것을 유래로 한다(다만 내각이라는 용어 자체는 1873년에 태정관에 설치된 태정대신과 참의로 구성되는 합의체를 가리켜 사용한 것이 최초).
4년 뒤 일본제국 헌법에 행정은 천황이 실시하고 국무대신은 천황을 보필한다고 규정되었지만, 내각과 내각총리대신과 관련된 규정은 없었다. 내각은 당시의 법령인 ‘내각관제’로 규정되었지만, 내각총리대신은 같은 국무대신 중의 수석이라고만 할 따름인데다 직무조차 명확하게 규정되지 않은 상태였다. 내각의 각료에 대한 임면권은 천황이 가지고 있었고, 중요한 문제로 내각총리대신과 국무대신의 의견이 서로 대립할 때(각내불통일)에는 즉시 내각총사직으로 귀결되었다.
또한 내각총리대신은 천황이 내각을 조성하라고 명할 때가 있었지만, 그 실질적인 각료의 인선은 ‘원로’나 ‘중신’으로 불리는 총리대신 경험자 등의 추천을 통해 임명되었다. 그 때문에 다이쇼 시대 말기부터 쇼와 시대 초기의 정당 내각 시대까지도 어디까지나 총선거의 결과를 참조하여 원로가 추천하여 정당의 당수에게 천황의 명령을 내렸던 것이다.
또한 조각에서도 한때를 제외하고 육·해군 대신은 현역 대장이나 중장을 임명하는 규정이 사용되어, 군이 그 규정을 이용하여 조각에 개입하는 일도 종종 있었다. 게다가 육·해군은 행정권의 대상이 아니라, 천황이 행사하는 통수권의 대상이기 때문에 내각이 군사정책에 관여하는 일도 사실상 어려울 수밖에 없었다.
제2차 세계 대전이 끝나고 새 헌법 즉, 일본국 헌법이 제정되어 내각이 명실공히 행정권을 행사하는 기관이 되었다. 또한 내각관제를 대체하여 내각법이 제정되었다.

## 위치
일본국 헌법 제5장에서는 내각에 대해서 규정하고 있다.
- 행정권을 담당하는 최고의 합의체로서, 헌법상 국회(입법) 및 재판소(사법)와 대등한 위치의 기관이다.
- 국회와 연대하여 책임을 진다.
- 의원내각제를 채택한다.
- 내각총리대신이 수장적 지위를 가진다.
- 내각총리대신의 국무대신 임면권이 보장된다.

## 헌법에 규정된 직무
- 제73조 내각은 다른 일반 행정사무 외에 다음과 같은 사무를 행한다.

1. 법률을 성실히 집행하고, 국무를 총리하는 것.
2. 외교 관계를 처리하는 것.
3. 조약을 체결하는 것. 다만 사전에, 경우에 따라서는 사후에 국회의 승인을 거치는 것을 요한다.

조약의 체결은 내각의 직무이지만, 조약이 성립하고 효력을 발하기 위해서는 국회의 승인이 필요하다. 사전승인이 원칙이지만, 사후승인도 무방하다.
1. 법률의 정하는 기준에 따라 관리에 관한 사무를 장리하는 것.
2. 예산을 작성하여 국회에 제출하는 것.
3. 이 헌법 및 법률의 규정을 실시하기 위하여 정령(政令)을 제정하는 것. 단 정령에는 특히 그 법률이 위임하는 경우에만 벌칙을 둘 수 있다.
4. 대사(大赦), 특사(特赦), 감형, 형의 집행의 면제 및 복권을 결정하는 것.

- 제7조 천황의 국사행위에 대한 조언과 승인 (내각은 그 책임을 진다.)
- 제6조 2항 최고재판소 장관의 지명
- 제79조 1항 및 제80조 1항 최고재판소와 하급 재판소의 재판관의 임명

## 호칭
- 제○차 ○○ 내각이란 수상경험자가 수상지명선거로 선출된 후 조성한 내각을 지칭한다.
- 개조내각이란 법률상 내각이 총사직해야 할 이유가 없지만, 총리대신이 국무대신의 교체를 목적으로 다시 조성한 내각을 가리킨다. 2회 이상 내각을 개조한 경우에는 제○차 ○○ 개조내각이라고 부른다.

## 구성원의 요소
각료의 조건은 총리대신 및 국무대신이다. 법무대신이나 외무대신, 내각관방장관 등의 중앙성청의 장에 오르는 것은 조건이 아니다(무임소장관도 포함한다). 이들 중앙성청의 장이 각료가 되는 것은 법률상 일본에서의 각료인 조건은, 내각총리대신과 국무 대신인 일. 법무대신이나 외무대신, 내각관방장관등의 중앙 부처의 장에 오르는 일은 조건은 아니다(무임소장관도 허용된다). 이것들 중앙 부처의 장이 각료로 다루어지는 것은, 법률에 “해당 직위는 국무대신으로 한다”고 명기되어 있기 때문이다.

## 조각의 순서
- 국회에서 내각총리대신을 지명한다. (수반 지명 선거)
- 천황이 내각총리대신을 임명한다. (친임식)
- 내각총리대신이 국무대신을 임명한다.
- 천황이 국무대신을 인증한다. (내각의 완성)
- 내각총리대신이 국무대신을 보직(각 성청의 대신)에 임명한다.

※ 이상은 헌법상의 순서이다.

## 같이 보기
- 일본의 역대 내각
- 일본국 정부
  - 입법부
    - 국회
    - 참의원
    - 중의원

  - 행정부
    - 내각총리대신
    - 국무대신

  - 사법부
    - 일본의 재판소
    - 일본 최고재판소